# Thanh Lam
Đoàn Thanh Lam (19 de junio de 1969, Hanói), conocida artísticamente como Thanh Lam, es una cantante vietnamita de estilo Pop, Jazz y Folk, por sus canciones es considerada una de las divas más exitosas contemporáneamente.

## Biografía
Hija del compositor Thuận Yến y de la música Thanh Hương, Thanh Lam comenzó a estudiar a los nueve años en el conservatorio de Hanói el tradicional laúd vietnamita de cuatro cuerdas o đàn tỳ bà; y desde 1985 se dedicó al canto. 
Tras destacarse en varios festivales de música, en 1991 gana el concurso nacional de cantantes profesionales de Vietnam con el tema Chia Tay Hoàng Hôn compuesto por su padre, quien compondría después varios de sus éxitos. Además, cantó temas de Thanh Tùng, Dương Thụ, Quốc Trung y Lê Minh Son. Trabajó con músicos vietnamitas como Trần Thu Hà, Mỹ Linh, Hồng Nhung, Tùng Duong y Trọng Tấn, además de Niels Lan Doky, Le Minh Son y su hermano menor Trí Lin.
En 1998, Thanh Lam tuvo su primer show en vivo en Vietnam, Em va Toi. Grabó más de treinta álbumes. En 2006 y 2007, conjuntamente con Nils Lan Doky, participó en el proyecto Vong Nguyet en el Roskilde Festival.

## Vida personal
Thanh Lam estuvo casada con Quốc Trung entre 1994 y 2004. Tuvieron tres hijos.

## Discografía
- Bài Hát Ru Anh (1997)
- Em và Tôi (1998)
- Nơi Mùa Thu Bắt Đầu (1998)
- Lá Thư (1998)
- Ru Đời Đi Nhé (1999)
- Khát Vọng (2000)
- Đợi Chờ (2001)
- Mây Trắng Bay Về (2001)
- Tự Sự (2004)
- Thanh Lam - Hà Trần (2004)
- Nắng Lên (2005)
- Ru Mãi Ngàn Năm (2005)
- Em Và Đêm (2005)
- Này Em Có Nhớ (2005)
- Thanh Lam - Trọng Tấn (2006)
- Giọt Lam (2007)
- Nơi Bình Yên (2009)